# Eelco Sintnicolaas

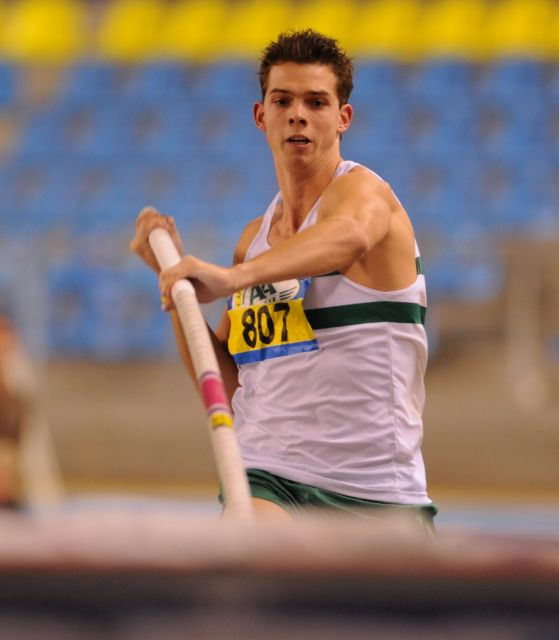
Eelco Sintnicolaas bei den niederländischen Hallenmeisterschaften 2008

Eelco Sintnicolaas (* 7. April 1987 in Dordrecht) ist ein niederländischer Zehnkämpfer.
2008 und 2010 wurde er nationaler Hallenmeister im Siebenkampf. Sein erstes Ergebnis im Zehnkampf war eine Punktzahl von 8.052 im Jahre 2009 bei dem Mehrkampf-Meeting Götzis. 2009 wurde er U23-Europameister. Bei den Leichtathletik-Weltmeisterschaften in Berlin verletzte er sich beim Hochsprung und musste aufgeben.
Bei den Leichtathletik-Europameisterschaften 2010 in Barcelona gewann er die Silbermedaille und verbesserte dabei seinen persönlichen Rekord von 8159 Punkten (aufgestellt als Fünfter beim Mehrkampf-Meeting Götzis 2010) auf 8436 Punkte. Im folgenden Jahr erzielte er bei den Halleneuropameisterschaften in Paris mit 6175 Punkten einen niederländischen Rekord im Siebenkampf. Als Viertplatzierter verpasste er eine Medaille nur um drei Punkte. 2012 erreichte er den zweiten Platz beim Götzis-Meeting mit persönlichem Bestergebnis von 8506 Punkten. Bei den Olympischen Spielen in London wurde er Elfter.
Im März 2013 gewann er bei den Halleneuropameisterschaften im schwedischen Göteborg die Goldmedaille im Siebenkampf.
2007, 2008 und 2009 wurde er Niederländischer Hallenmeister im Weitsprung.
Eelco Sintnicolaas ist 1,86 m groß und wiegt 80 kg. Er studiert Ökonomik an der Randstad Topsport Academie in Deventer und startet für den Verein AV’34 Apeldoorn.